# Теорія кіс

Приклад коси з трьома дугами.

Теорія кіс — розділ топології та алгебри, вивчає коси і групи кіс, складені з їхніх класів еквівалентності.

## Визначення коси
Коса з {\displaystyle n} ниток — об'єкт, що складається з двох паралельних площин {\displaystyle P_{0}} і {\displaystyle P_{1}} у тривимірному просторі {\displaystyle \mathbb {R} ^{3}}, які містять упорядковані множини точок {\displaystyle a_{1},a_{2},\dots ,a_{n}\in P_{0}} і {\displaystyle b_{1},b_{2},\dots ,b_{n}\in P_{1}}і з {\displaystyle n} роз'єднаних між собою простих дуг {\displaystyle l_{1},l_{2},\dots ,l_{n}}, які перетинають кожну паралельну площину {\displaystyle P_{t}} між {\displaystyle P_{0}} і {\displaystyle P_{1}} одноразово і з'єднують точки {\displaystyle \{a_{i}\}} з точками {\displaystyle \{b_{i}\}}.
Зазвичай вважається, що точки {\displaystyle a_{1},a_{2},\dots ,a_{n}} лежать на прямій {\displaystyle l_{0}} в {\displaystyle P_{0}}, а точки {\displaystyle b_{1},b_{2},\dots ,b_{n}} на прямій {\displaystyle l_{1}} в {\displaystyle P_{1}}, паралельній {\displaystyle l_{0}}, причому {\displaystyle a_{i}} розташовані під {\displaystyle b_{i}} для кожного {\displaystyle i}.
Коси зображуються в проєкції на площину, що проходить через {\displaystyle l_{0}} і {\displaystyle l_{1}}ця проєкція може бути зведена в загальне положення так, що є лише скінченне число подвійних точок, попарно розташованих на різних рівнях, і перетини трансверсальні.

## Група кіс
У множині всіх кіс з n нитками і з фіксованими {\displaystyle P_{0},P_{1},\{a_{i}\},\{b_{i}\}} вводиться відношення еквівалентності. Воно визначається гомеоморфізмами {\displaystyle h:\Pi \to \Pi }, де {\displaystyle \Pi } — область між {\displaystyle P_{0}} і {\displaystyle P_{1}}, тотожними на {\displaystyle P_{0}\cup P_{1}}. Коси {\displaystyle \alpha } і {\displaystyle \beta } еквівалентні, якщо існує такий гомеоморфізм {\displaystyle h}, що {\displaystyle h(\alpha )=\beta }.
Класи еквівалентності, далі також звані косами, утворюють групу кіс {\displaystyle B(n)}. Одинична коса — клас еквівалентності, який містить косу з n паралельних відрізків. Коса {\displaystyle \alpha ^{-1}}зворотна до коси {\displaystyle \alpha }, визначається відображенням у площині {\displaystyle P_{1/2}}
Нитка коси з'єднує {\displaystyle a_{i}} з {\displaystyle b_{j_{i}}} і визначає підстановку, елемент симетричної групи {\displaystyle S_{n}}. Якщо ця підстановка тотожна, то коса називається фарбованою (або чистою) косою. Це відображення задає епіморфізм {\displaystyle B(n)} на групу {\displaystyle S_{n}} перестановок n елементів, ядром якого є підгрупа {\displaystyle K(n)}, яка відповідає всім чистим косам, так що є коротка точна послідовність
{\displaystyle 0\to K(n)\to B(n)\to S_{n}\to 0}

## Сплетення
Нехай {\displaystyle {\mathcal {C}}} — тензорна категорія. Сплетенням у {\displaystyle {\mathcal {C}}} є структура комутування на {\displaystyle {\mathcal {C}}}, яка задовольняє двом співвідношенням:
{\displaystyle a_{U\otimes V,W}=(a_{U,W}\otimes 1_{V})(1_{V}\otimes a_{V,W}),}
{\displaystyle a_{U,V\otimes W}=(1_{V}\otimes a_{U,W})(a_{U,V}\otimes 1_{W})}
для усіх об'єктів {\displaystyle U,V,W.}
Якщо {\displaystyle c} — сплетення у {\displaystyle {\mathcal {C}}}, то й {\displaystyle c^{-1}} є сплетенням у {\displaystyle {\mathcal {C}}}.
Косовою моноїдальною категорією є моноїдальна категорія, оснащена сплетенням.
Нехай {\displaystyle V} — векторний простір над {\displaystyle k.} Рівняння Янга-Бакстера — рівняння для лінійного автоморфізму з простору {\displaystyle V\otimes V:}
{\displaystyle (a\otimes 1_{V})(1_{V}\otimes a)(a\otimes 1_{V})=(1_{V}\otimes a)(a\otimes 1_{V})(1_{V}\otimes a).}
Це рівняння є рівністю елементів групи автоморфізмів {\displaystyle V\otimes V\otimes V.} Його розв'язок називається {\displaystyle R}-матрицею.
Для векторного простору {\displaystyle V} через {\displaystyle \tau _{V,V}\in \mathrm {Aut} (V\otimes V)} позначимо оператор перестановки співмножників, який представляє дві копії цього простору. Він визначається співвідношенням
{\displaystyle \tau _{V,V}(v_{1}\otimes v_{2})=v_{2}\otimes v_{1}\quad \forall v_{1},v_{2}\in V.}
Оператор перестановки задовольняє рівнянню Янга-Бакстера, оскільки в симетричній групі виконується співвідношення Кокстера
{\displaystyle R^{12}R^{23}R^{12}=R^{23}R^{12}R^{23},}
де верхні індекси {\displaystyle ij} визначають транспозицію, яка міняє {\displaystyle i} та {\displaystyle j.}
Нехай {\displaystyle A=A_{0}\oplus A_{1}} — асоціативна алгебра із одиницею (над деяким алгебрично замкненим полем нульової характеристики {\displaystyle \mathbb {k} }), на якій визначена операція кодобутку {\displaystyle \Delta ,} задані антипод {\displaystyle S} та косий антипод {\displaystyle S'} (тобто антипод для протилежного кодобутку {\displaystyle \Delta ^{op}}), а також одиниця {\displaystyle e,} {\displaystyle S^{-1}=S'.} {\displaystyle (A,R)} є квазітрикутною супералгеброю Гопфа, якщо {\displaystyle R} задовольняє квантовому рівнянню Янга-Бакстера:
{\displaystyle R^{12}R^{13}R^{23}=R^{23}R^{13}R^{12},}
а також співвідношенням
{\displaystyle (S\otimes 1)(R)=(1\otimes S^{-1})(R)=R^{-1},}
{\displaystyle (e\otimes 1)(R)=(1\otimes e)(R)=1,}
{\displaystyle (S'\otimes 1)(R^{-1})=(1\otimes S'^{-1})(R^{-1})=R.}